# A Natural Disaster
A Natural Disaster – siódmy studyjny album grupy Anathema.

## Lista utworów
Źródło.
1. „Harmonium” (Danny Cavanagh) – 5:28
2. „Balance” (Danny Cavanagh, Vincent Cavanagh, John Douglas) – 3:58
3. „Closer” (Danny Cavanagh) – 6:20
4. „Are You There?” (Danny Cavanagh) – 4:59
5. „Childhood Dream” (Danny Cavanagh) – 2:10
6. „Pulled Under at 2000 Metres a Second” (Danny Cavanagh) – 5:23
7. „A Natural Disaster” (Danny Cavanagh) – 6:27
8. „Flying” (Danny Cavanagh) – 5:57
9. „Electricity” (Danny Cavanagh) – 3:51
10. „Violence” (Danny Cavanagh) – 10:45

## Twórcy
Źródło.
- Vincent Cavanagh – śpiew, gitara
- Daniel Cavanagh – gitara, instrumenty klawiszowe, śpiew
- Les Smith – instrumenty klawiszowe
- Jamie Cavanagh – gitara basowa
- John Douglas – perkusja
- Lee Douglas – śpiew w utworze A Natural Disaster
- Anna Livingstone – sample śpiewu w utworze Are You There?